# 駒込 (東京都)
駒込（こまごめ）は東京都の豊島区東部から文京区北部にまたがる広域地名。古くは「こまごみ」ともいった。

## 概要
武蔵野台地の東部にある本郷台地の一部を含む。駒込のうち、文京区側を「本郷の駒込」の意味で本駒込とも称する。古くから農村開発がなされていたが、江戸時代に入ると江戸城に近い立地から徐々に町場を形成するようになる。寺院や武家屋敷も設けられ、大名庭園の六義園は柳沢吉保の下屋敷に由来する。近代以降は鉄道が通り宅地化が進み、2022年現在も主に中低層の住宅街が広がっている。

### 現在の該当する町域
- 豊島区 - 駒込 (豊島区)
- 文京区 - 本駒込・千駄木・向丘 (文京区)・西片 (文京区)

## 地名の由来
駒込の地名の由来にはいくつかの説があるが、どれも定かではない。
- 日本武尊が東征の際、近くの林にいる味方の軍勢をみて「駒こみたり」と発言したことから、素盞烏山（いるさやま）から駒込林に改めた。（『御府内備考』『江戸砂子』他）
- 馬牧（馬の放牧場）があり、馬（駒）が群がっていたことから。（『新編江戸志』他）
- 渡来人である高麗人が住み、高麗籠が転化して駒込となった。（出典不明）

## 歴史
当地では縄文時代・弥生時代の遺跡が多数発掘されており、古くから生活の営みがあったことが確認されている。地名としての駒込が確認できるのは、戦国時代に作成された『小田原衆所領役帳』が最も古いとされる。
江戸時代には豊島郡岩淵領にあり駒込村と称していたが、文政13年（1830年）『新編武蔵風土記稿』では上駒込村と下駒込村に分けて記載されている。農村部は幕府領、麟祥院領、伝通院領に分かれる。江戸城に近く、日光御成街道が開かれるなど交通の便も良かったことから町場を形成するようになる。
1868年4月18日、本郷から出火した火災が駒込に延焼。水戸藩邸などが焼失。
明治期以降は市街地化・近代化が進む。明治元年に豊島郡は東京府に所属、明治11年に豊島郡が南北に分かれ、駒込の大部分は北豊島郡に所属となる。上駒込村域は明治22年に北豊島郡巣鴨町の大字上駒込になる。下駒込村域は明治22年に大部分が本郷区に所属、一部は下谷区の谷中初音町に合併。明治24年、本郷区下駒込は本郷区内の駒込各町に分裂する。明治43年には山手線の駒込駅が開業した。昭和7年の東京市編入により、巣鴨町上駒込は豊島区駒込となる。昭和22年、本郷区は小石川区と合併して文京区となる。昭和40年前後に住居表示の実施により、文京区内の駒込各町は本駒込・千駄木・向丘・西片などに再編された。

### 廃止された町名

#### 文京区
- 駒込曙町

明治2年成立。明治11年に本郷区、昭和22年に文京区に所属。昭和41年より本駒込の一部。
- 駒込浅嘉町

江戸期成立。明治元年に東京府、明治11年に本郷区、昭和22年に文京区に所属。昭和40年・41年より本駒込・向丘の一部。
- 駒込追分町

江戸期成立。明治元年に東京府、明治11年に本郷区、昭和22年に文京区に所属。昭和39年・40年より向丘の一部。
- 駒込片町

江戸期成立。明治元年に東京府、明治11年に本郷区、昭和22年に文京区に所属。昭和41年より本駒込の一部。
- 駒込上富士前町

江戸期成立。明治元年に東京府、明治11年に本郷区、昭和22年に文京区に所属。昭和41年より本駒込の一部。六義園は当地に所在。
- 駒込吉祥寺町

明治2年成立。明治元年に東京府、明治11年に本郷区、昭和22年に文京区に所属。昭和41年より本駒込の一部。吉祥寺は当地に所在。
- 駒込肴町

江戸期成立。明治元年に東京府、明治11年に本郷区、昭和22年に文京区に所属。昭和39年・40年より向丘の一部。
- 駒込四軒寺町

江戸期成立。明治元年に東京府に所属。明治5年に駒込蓬莱町に合併。現在の向丘の一部。
- 駒込神明町

明治24年に北豊島郡下駒込村から起立。昭和22年に文京区に所属。昭和39年・41年より本駒込の一部。駒込天祖神社・駒込富士神社は当地に所在。
- 駒込千駄木坂下町

江戸期成立。明治元年に東京府、明治11年に本郷区に所属。明治44年に駒込坂下町に改称。昭和22年に文京区に所属。昭和40年より千駄木の一部。
- 駒込千駄木下モ町

江戸期成立。明治元年に東京府に所属。明治4年に駒込千駄木町に合併。現在の千駄木の一部。
- 駒込千駄木町

江戸期成立。明治元年に東京府、明治11年に本郷区、昭和22年に文京区に所属。昭和40年より、千駄木・向丘の一部。
- 駒込千駄木林町

明治2年に成立。明治11年に本郷区に所属。明治44年に駒込林町に改称。昭和22年に文京区に所属。昭和40年より、千駄木の一部。
- 駒込動坂町

明治24年に北豊島郡下駒込村から起立。昭和22年に文京区に所属。昭和41年より、千駄木・本駒込の一部。駒込病院は当地に所在。
- 駒込西片町

明治5年成立。明治11年に本郷区、昭和22年に文京区に所属。昭和40年より、西片の大部分。
- 駒込東片町

明治2年成立。明治11年に本郷区、昭和22年に文京区に所属。昭和39年より、向丘・西片の大部分。
- 駒込富士前町

江戸期成立。明治元年に東京府、明治11年に本郷区、昭和22年に文京区に所属。昭和41年より、本駒込の一部。
- 駒込蓬莱町

明治5年成立。明治11年に本郷区、昭和22年に文京区に所属。昭和40年より、向丘の一部。
- 駒込三ツ家町

江戸期成立。明治元年に東京府に所属。明治2年に駒込追分町に編入。現在の向丘の一部。

#### 豊島区
- 駒込三軒屋町

江戸期成立。明治元年に東京府に所属。明治2年に駒込松吉町に改称。明治5年に駒込妙義坂下町に合併。現在の豊島区駒込の一部。
- 駒込七軒町

江戸期成立。明治元年に東京府に所属。明治2年に駒込染井町に改称。明治11年に北豊島郡に所属。明治22年に北豊島郡巣鴨町の大字駒込染井となる。昭和7年より豊島区駒込の一部。
- 駒込妙義坂下町

江戸期成立。明治元年に東京府に所属。明治11年に北豊島郡に所属。明治22年に巣鴨町の大字駒込妙義坂下町となる。昭和7年より豊島区駒込の一部。